# 174 km (obwód moskiewski)
174 km (ros. 174 км) – przystanek kolejowy w lasach, w rejonie istrińskim, w obwodzie moskiewskim, w Rosji. Położony jest na Wielkim Pierścieniu Kolei Moskiewskiej, w oddaleniu od skupisk ludzkich. Najbliższą miejscowością jest Łukino.